# Charles Clerke
Pour les articles homonymes, voir Clerke.
Charles Clerke, né en 1741 et mort en 1779, est un navigateur britannique, qui participa aux trois expéditions dans le Pacifique du capitaine James Cook. Lors de la troisième expédition (1776-1779), il commanda le Discovery.
Jusqu'en 1779, il fut capitaine du Discovery, faisant notamment escale aux îles Kerguelen, en Nouvelle-Zélande, dans les îles de la Société, dans l'île de Vancouver, en Alaska, aux îles Aléoutiennes et des deux côtés du détroit de Béring.
Revenu au « centre » de l'océan Pacifique aux côtés de la Resolution commandée par Cook, il prit le commandement du « navire amiral », le 14 février 1779, lorsque Cook fut tué par les habitants de la grande île d'Hawaii, après avoir tenté de prendre en otage un chef de haut rang.
Atteint de phtisie, Charles Clerke mourut le 3 août 1779, la relève du commandement de l'expédition étant alors prise par son lieutenant Gore, jusqu'au débarquement de retour de l'expédition, le 4 octobre 1780 en Grande-Bretagne.

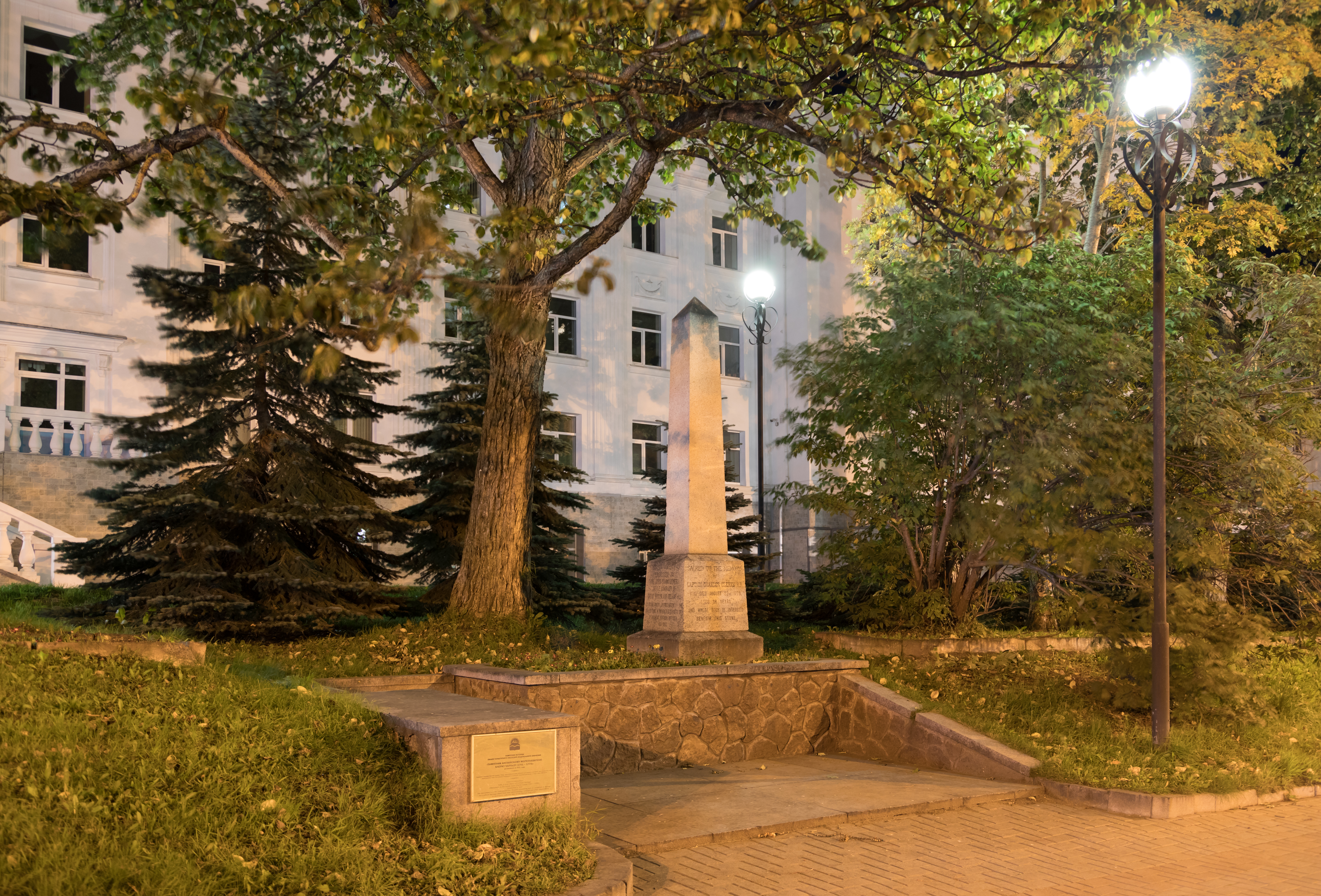
Tombe de Charles Clerke dans le centre de Petropavlovsk-Kamchatsky